# Alslinjen
Alslinjen (tidligere AlsFærgen) er færgeforbindelsen imellem Fynshav på Als og Bøjden på Fyn. Ruten drives af rederiet Molslinjen.
Ruten er oprindeligt ejet af DSB, siden udskilt i DSB Rederi (fra 1997 Scandlines), frasolgt til Clipper Group med virkning fra 2008 og fusioneret ind i Danske Færger A/S (Færgen) fra 2011.
Færgeruten forbinder de to dele af primærrute 8.
Efter afgørelse i konkurrencestyrelsen bliver samtlige aktier i rederiet Danske Færger opkøbt af Molslinjen som herefter omdøber ruten til Alslinjen

## Rutens historie
Ruten blev først til i 1967, hvor DSB åbnede ruten mellem Bøjden og Fynshav. Indtil da havde det været ruten mellem Fåborg og Mommark, der havde stået for forbindelsen mellem de to landsdele. Fåborg-Mommark blev åbnet i 1922 af ØK (Østasiatisk kompagni), som drev ruten frem til 1946, hvor det var DSB der overtog ruten. DSB drev Fåborg-Mommark videre indtil 1967. Mommark måtte vige pladsen for Fynshav, hvor overfartstiden var betragteligt kortere. I de mange første årtier af rutens levetid, medtog færgerne jernbaner, men det stoppede da Mommark færgen blev solgt og afløst af Fynshav i 1964.
Fynshav, der ligger på østkysten af Als har lidt over 800 indbyggere, og er mest kendt for at være et færgeleje. Området oplevede en markant vækst efter færgens rute blev indført, og på grund af Danfoss hastige ekspansion.
1922: ØK åbner ruten Fåborg-Mommark
1946: Efter 2. verdenskrig overtog DSB overfarten for et symbolsk beløb på en krone.
1967: DSB åbner Bøjden-Fynshav, efter at have drevet den føromtalte rute i lidt mere end tyve år.
1995: Ruten overgår fra DSB til DSB Rederi, inden den få år senere i 1997 overgår til Scandlines, der
købte både rute og færger. 
2008: Clipper Group overtager ruten, og driver den videre som en del af deres samarbejde med BornholmerTrafikken under navnet Nordic Ferry Services. I årene herefter sejlede den under navnet AlsTrafikken.
2010: Efter to år som AlsTrafikken bliver ruten til AlsFærgen. 
2018: Efter Molslinjens opkøb bliver ruten omdøbt til Alslinjen

## Rutens færger
Mommark: Den første færge på overfarten var Mommark. På daværende tidspunkt stod jernbanen stadig den altdominerende trafik, derfor kunne den første færge også have jernbanevogne med udover de 300 personer, som Mommark også kunne rumme. Da DSB overtog overfarten mellem Mommark og Fåborg overtog de også færgen for den nette sum af en krone. Færgen sejlede frem til 1964, hvor den blev ophugget efter mere end 40 års tro tjeneste.
Fynshav: I 1967 overtog færgen Fynshav som den ene af færge overfarten. Fynshav kunne have 500
passagerer med og 35 biler, men med Mommark var det også slut med godsvogne ombord på færgerne. I 1987 sejlede Fynshav sin sidste tur på ruten.
Heimdal: Fire år efter Fynshav var blevet indsat på ruten fik den i 1968 følgeskab af Heimdal, en næsten tyve meter længere færge, der kunne have intet mindre end 600 passagerer og 55 personbiler med. I 1975 sejlede Heimdal sin sidste tur på ruten.
Najaden: I 1987 købte DSB den hidtil største færge til ruten. Najaden målte næsten 85 meter og kunne
medtage 550 passagerer og 60 personbiler. Samtidig var der comeback til muligheden for at sejle med godsvogne, da Najaden kunne have op til seks med af slagsen. I 1998 blev Najaden solgt til et tysk rederi.
Thor Sydfyn: I 1998 blev færgen Thor Sydfyn indsat på ruten Bøjden – Fynshav. Selvom den var væsentlig
mindre end flere af sine forgængere, havde den stadig plads til 50 biler og 300 passagerer. Thor bød både på legeplads, hvilesalon, soldæk og bistro. I 2012 blev færgen taget ud af drift og solgt året efter.
Odin Sydfyen: Som den anden færge fra den nordiske mytologi blev Odin indsat på ruten i 2012, hvor
den sejlede i højsæsonen, mens den var oplagt i Fåborg uden for højsæsonen, hvor
der er ikke er brug for dens kapacitet på 340 passagerer.
Færgen blev i april 2015 solgt til Finland
Frigg Sydfyen: Frigg sejlede oprindeligt på ruten Spodsbjerg-Tårs fra 1984 til 2012. Da der blev indsat to
nye færger på den rute, blev Frigg rykket til Bøjdens-Fynshav, hvor hun gjorde tjeneste som den primære færge frem til marts 2015. Herefter overtog hun Odin Sydfyens plads som ekstra færge i højsæsonen. Kapaciteten er 340 personer og 50 biler ligesom Odin og Thor.
Fynshav: Efter ruten Kalundborg - Kolby Kås blev nedlagt ved nytåret 2015 blev færgen M/S Kyholm omdøbt til M/S Fynshav og efter ombygning i Svendborg indsat på ruten som erstatning for Frigg Sydfyen. Med en kapacitet på 500 passagerer og 90 personbiler bliver den det største skib der endnu har sejlet på ruten.
Ny færge E/F Nerthus: En ny, helt elektrisk, færge er under bygning i Tyrkiet og bliver 116,8 meter lang og vil have en kapacitet på 600 passagerer og 188 biler. Den bliver udstyret med de mest moderne, autonome systemer, hvor den kan både finde i havn og lade automatisk. Færgen får batterier på 3,1 MWh som kan lades helt op på ca. 20 minutter.
Den skal være klar til drift i september 2024.